# الجيش البروسي

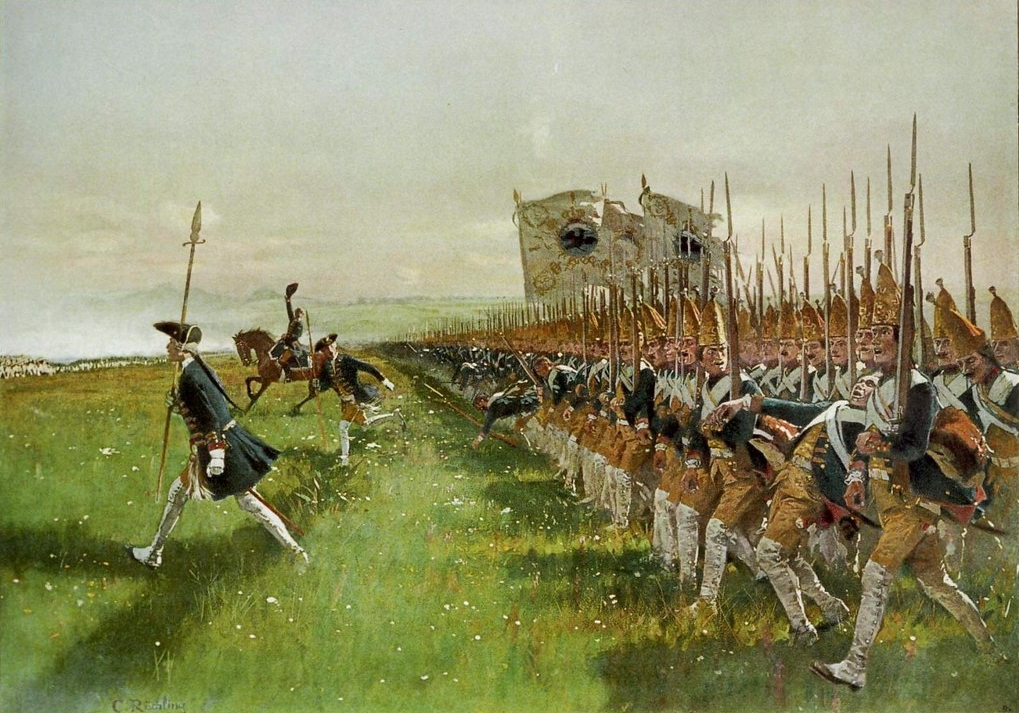
معركة هوهنفريدبرغ - هجوم المشاة البروس، 4 يونيو 1745, بريشة كارل روشلينغ.

الجيش الملكي البروسي (بالألمانية: Königlich Preußische Armee)‏ جيش مملكة بروسيا. كان عاملاً حيوياً في تطور براندنبورغ بروسيا كقوة أوروبية.
ترجع جذور الجيش البروسي إلى قوات براندنبورغ المرتزقة الهزيلة خلال حرب الثلاثين عاما. جعل منه الناخب فريدرش فيلهلم جيشاً عاملاً قابلاً للحياة، بينما زاد الملك فريدرش فيلهلم الأول في حجمه زيادة كبيرة. قاد الملك فريدرش العظيم القوات البروسية المنضبطة للنصر في حروب سليزيا في القرن الثامن عشر ولزيادة هيبة مملكة بروسيا.
تضعضع الجيش عند بداية الحروب النابليونية، وهزمت فرنسا بروسيا في حرب التحالف الرابع. ولكن تحت قيادة غرهارد فون شارنهورست، بدأ الإصلاحيون البروس تحديث الجيش البروسي، والذي ساهم إلى حد كبير في هزيمة نابليون بونابرت خلال حرب التحالف السادس. أوقف المحافظون بعض الإصلاحات، ولكن، وبعد ذلك بات الجيش حصناً للحكومة البروسية المحافظة.
انتصر الجيش البروسي في حروب القرن التاسع عشر ضد الدنمارك والنمسا وفرنسا ما سمح لبروسيا بتوحيد ألمانيا، وتأسيس الإمبراطورية الألمانية في عام 1871. شكل الجيش البروسي جوهر الجيش الامبراطوري الألماني، والذي تم استبدل بعد الحرب العالمية الأولى بالرايشسفير (دفاع الرايش).